# Ludwig Graff de Pancsova

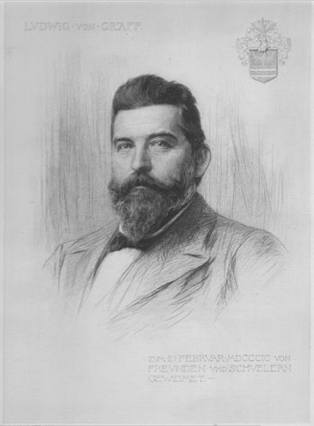
Ludwig Graff de Pancsova

Ludwig Bartholomäus Graff, seit 1881 Graff de Pancsova (* 2. Januar 1851 in Pantschowa, Kaisertum Österreich; † 6. Februar 1924 in Graz) war ein ungarisch-österreichischer Zoologe. Er war Rektor an der Karl-Franzens-Universität in Graz und ein Experte in der Erforschung der Strudelwürmer.

## Leben
Graff wurde am 2. Januar 1851 in Pantschowa (ungarisch Pancsova) bei Belgrad als ältester Sohn des Apothekers, Bankiers, Großgrundbesitzers und Bürgermeisters Wilhelm Hermann Graff (geb. 1813) und der Elisabeth Zoldy de Zold geboren. Die Familie Graff de Pancsova stammte aus Poysdorf in Niederösterreich und wanderte im 18. Jahrhundert in das Banat aus.
Ludwig Graff studierte ab 1868 studierte Medizin an der Wiener Universität und legte dort 1871 die Tirocinalprüfung ab, damit er gegebenenfalls späterhin die väterliche Apotheke übernehmen konnte.
Von 1871 bis 1873 studierte Graff in Graz bei Oskar Schmidt Zoologie. Im Sommer 1872 wurde Professor Schmidt nach Straßburg berufen, Graff folgte ihm im Jahre 1873 als Assistent am Zoologischen Institut. Auf Grund einer Abhandlung über Turbellarien, betitelt „Zur feineren Anatomie der Rhabdocoelen“ erwarb Graff 1873 in Straßburg den Doktorgrad der Philosophie. Er wurde Assistent bei dem Mediziner und Zoologen Carl von Siebold in München. Hier entwickelte sich Graff zum Experten auf dem Gebiet der Turbellarien (Strudelwürmer, heute über 16.000 bekannte Arten umfassend). Hier habilitierte er sich  1874 mit der Arbeit „Zur Kenntnis der Turbellarien“.
1876 wurde Graff zum Professor an die Königlich Bayerische Forstlehranstalt Aschaffenburg berufen, wo er bis 1884 Forstliche Zoologie lehrte. Im Jahr 1884 wurde Graff zum Mitglied der Leopoldina gewählt. 1881 erhielt er den ungarischen Adelsstand mit dem Prädikat de Pancsova, seine Familie blüht noch heutzutage. Graff folgte 1884 dem Ruf an die Karl-Franzens-Universität in Graz als Ordinarius für Zoologie, wo er bis 1920 als Lehrstuhlinhaber wirkte. Er war es auch, der das Institut für Zoologie und dessen Bibliothek ausbaute. Um das Wissen über die Tausende von unbekannten Turbellarienarten zu erweitern, unternahm er in der Grazer Zeit zahlreiche Studienreisen: 1893/94 nach Ceylon und Java. Es folgten dann 1902 Norwegen (Nördliches Eismeer) und 1907 Nordamerika. 1888/89 war Graff zum Dekan der Grazer Philosophischen Fakultät und 1896/97 Rektor der Universität.
Graff war Mitglied zahlreicher gelehrter Gesellschaften. So war er korrespondierendes Mitglied der preußischen Akademie der Wissenschaften in Berlin, regte gemeinsam mit Kollegen die 1890 erfolgte Gründung der Deutschen Zoologischen Gesellschaft an und gründete mit Viktor von Ebner-Rofenstein und anderen 1907 die Gesellschaft für Morphologie und Physiologie. 1908/1909 war er Präsident der Deutschen Zoologischen Gesellschaft. Der VIII. Internationale Zoologenkongress im Jahre 1910 in Graz wählte ihn zum Ehrenpräsidenten. Er wurde zum Ehrendoktor der schottischen Universität St Andrews und der englischen Universität Cambridge ernannt.
Am 5. August 1874 heiratete Graff in Lundenburg die Industriellentochter Eugénie Pauline Karoline Emilie (Jenny) Schorisch. Das Ehepaar bekam zwei Töchter und einen Sohn, den späteren Gynäkologen und Röntgenologen Erwin von Graff. Ludwig von Graff starb im Alter von 73 Jahren am 6. Februar 1924 nach langer Krankheit in geistiger Umnachtung in Graz.
Graff war Mitglied der Burschenschaft Arminia Graz.

## Werke
Die Ergebnisse seiner Forschungsreisen hielt Graff in seinen Werken fest, z. B. in der zweibändigen „Monographie der Turbellarien“ (Wien 1882, 1889). Es folgten dann neben den zahlreichen Beiträgen in Fachzeitschriften die Werke: „Die Turbellarien als Parasiten und Wirte“ (Graz 1903) und „Das Schmarotzertum im Tierreich und seine Bedeutung für die Artbildung“ (Graz 1907). Zwischen 1859 und 1862 gab der Heidelberger Professor Heinrich Georg Bronn drei Bände der „Klassen und Ordnungen des Tierreiches“ heraus. Der vierte Band („Turbellarien“) wurde 1904–1908 bzw. 1912–1917 von Graff verfasst und herausgegeben. Dieses Werk ist ein bis in die Gegenwart fortgesetztes Nachschlagewerk geblieben.
- Zur Anatomie der Rhabdocoelen. F. Wolff, Strassburg, 1873 doi:10.5962/bhl.title.46811
- Die Organisation der Turbellaria Acoela. W. Engelmann, Leipzig 1891 doi:10.5962/bhl.title.10181 doi:10.5962/bhl.title.46844
- Die Turbellarien als Parasiten und Wirte. Leuschner & Lubensky, Graz 1903 doi:10.5962/bhl.title.10091
- Turbellaria. Winter, Leipzig 1904 doi:10.5962/bhl.title.39536 doi:10.5962/bhl.title.1093
- Das Schmarotzertum im Tierreich und seine Bedeutung für die Artbildung. Quelle & Meyer, Leipzig 1907 doi:10.5962/bhl.title.1851